# Тадеуш Пілат
Тадеуш Зигмунт Пілят (пол. Tadeusz Zygmunt Pilat; 8 вересня 1844, Гумниська біля Тарнова — 9 січня 1923, Львів) — польський юрист, фахівець з адміністративного права, професор і ректор Львівського університету (1886/1887), посол до Галицького крайового сейму, член Академії наук у Кракові (пізніше Польська академія наук). Батько Станіслава Пілята, хіміка, професора Львівської політехніки, убитого нацистами в групі вчених у 1941 році у Львові.

## Життєпис
Син Станіслава Пілята (письменника, педагога, автора щоденників) і Радольфіни з Гнатовських, брат Романа — історика літератури, професора Львівського університету та Владислава — економіста і соціолога та професора Львівського університету. Навчався в середній школі у Львові (до 1862), у 1862—1867 роках вивчав право у Львівському університеті.
З 1872 року — професор права і статистики Львівського університету (1886/1887 ректор); у 1867 році, отримав ступінь доктора права на підставі праці «Zdania ze wszystkich umiejętności prawniczych i politycznych». Після закінчення школи влаштувався на роботу в адміністрації намісництва у Львові (до 1872). У 1869 році був асистентом професора на кафедрі соціальної економіки Львівського університету. Отримав нострифікацію з адміністративного права (1870) і зі статистики (доповнив студії в Прусській школі статистики в Берліні) (1871).
У 1872 році призначений ад'юнктом професора Львівського університету, працював на кафедрі статистики і науки адміністрації; 1878 року отримав посаду професора. Виконував обов'язки декана факультету права та адміністратора (чотириразово: 1880/1881, 1884/1885, 1889/1890, 1900/1901), ректора (1886/1887), проректор (1887/1888).
У 1908 році отримав австрійське шляхетство другого ступеня (титул «Ritter»).
У 1876—1914 роках — депутат до Галицького сейму, де був одним із лідерів політичної групи — так званих «Афінян». Протягом декількох десятиліть (1874—1920) керував Національним департаментом статистики у Львові, а в 1901—1920 роках був віце-спікером Національного департаменту. У 1888 році призначений член-кореспондентом Краківської академії наук. Тривалий час був членом Ради (1874—1902) і віце-президентом (1894—1902) Галицької економічної Асоціації, член-кореспондентом Центральної Статистичної комісії у Відні (з 1876), дійсним членом Наукового товариства у Львові (з 1920 року).
Тадеуш Пілат займався адміністративним правом і статистикою. Готував адміністративні проєкти реформ, у тому числі тих, що стосувалися права приналежності до ґміни, місцевого самоврядування, боротьби проти лихварства, діяльності медичної служби, права голосу, впроваджував вигідні форми кредиту для села. Аналізуючи причини, які гальмують розвиток сільськогосподарського виробництва в Галичині, вказав на несприятливі умови на залізничному транспорті та високі тарифи.
Редактор журналу «Wiadomości statystyczne o stosunkach krajowych» (1873—1918, 11 томів), «Podręcznik statystyki Galicji» (1900—1913), з 1892 видавець журналу «Rolnik». Його публікації й досі використовують в дослідженнях економічного розвитку Галичини (статистичні таблиці общинних відносин у Галичині в 1877 році).
Його учнями були: Маврицій Ярошинський та Станіслав Стажинський.
Похований у Львові на Личаківському цвинтарі (поле № 14).

### Нагороди
- Орден Залізної корони III класу.
- Командорський хрест ордена Франца Йосифа (1902)[1].

## Праці
- 1871 — «O metodach zbierania dat do statystyki żniw», «O miejskich biurach statystycznych»;
- 1874 — «Skład reprezentacyi gminnych w miastach i miasteczkach galicyjskich», «Statystyczne przedstawienie ustroju powiatowego Galicyi i ostatnie wybory do rad powiatowych»;
- 1875 — «Stan gminnych kas pożyczkowych w Galicyi»;
- 1877 — «O kompetencyi ustawodawczej w sprawach kultury krajowej»;
- 1878 — «Urządzenia gminne i patrymonialne w dawnej Polsce»;
- 1890 — «Skorowidz dóbr tabularnych w Galicyi z Wielkiem Ks. Krakowskiem»;
- 1891 — «Prawne stosunki własności tabularnej w Galicyi», «Własność tabularna w Galicyi»;
- 1894 — «O rządowym projekcie reformy wyborczej»;
- 1897 — «O reformie agrarnej»;
- 1898 — «Stosunki własności i posiadania»;
- 1900 — «Podręcznik statystyki Galicyi».